# Ezequiel Horacio Rosendo
Ezequiel Horacio Rosendo, né le 6 mars 1985 à Bahía Blanca en Argentine, est un footballeur argentin évoluant au Radebeuler BC.

## Carrière
- 2002-03 : Argentinos Juniors  Argentine
- 2003-04 : Argentinos Juniors  Argentine
- 2004-05 : Argentinos Juniors  Argentine
- 2005-06 : Argentinos Juniors  Argentine
- 2006-07 : Chmel Blšany  République tchèque
- 2007-08 : SIAD Most  République tchèque